# Кобиляки-Корише
Кобиляки-Корише (пол. Kobylaki-Korysze) — село в Польщі, у гміні Єднорожець Пшасниського повіту Мазовецького воєводства.
Населення — 57 осіб (2011).
У 1975-1998 роках село належало до Остроленцького воєводства.

## Демографія
Демографічна структура станом на 31 березня 2011 року:
|          | Загалом | Допрацездатний вік | Працездатний вік | Постпрацездатний вік |
| -------- | ------- | ------------------ | ---------------- | -------------------- |
| Чоловіки | 31      | 5                  | 21               | 5                    |
| Жінки    | 26      | 6                  | 11               | 9                    |
| Разом    | 57      | 11                 | 32               | 14                   |